# Steve Biko FC
El Steve Biko Football Club es un equipo de fútbol de Gambia que milita en la Liga de fútbol de Gambia, la liga de fútbol más importante del país.

## Historia
Fue fundado en el año 1978 en la ciudad de Bakau, al oeste del país y su nombre es en honor a Steve Biko, sudafricano activista de los derechos civiles e inició su trayectoria en la Tercera División, alcanzando la Liga de fútbol de Gambia por primera vez en el año 1989.
Cuenta en su historial con 1 título de liga y 1 título de copa, ambos ganados en el siglo XXI y a nivel internacional han participado en 2 torneos continentales, en los cuales nunca han superado la primera ronda.

## Rivalidades
Su principal rivalidad es con el otro equipo de Bakau, el Bakau United, con quien protagonizan el llamado Derby de Bakau.

## Palmarés
- Liga de fútbol de Gambia: 1

2013
- Copa de fútbol de Gambia: 1

2000

## Participación en competiciones de la CAF
| Temporada | Torneo                      | Ronda      | Club          | Casa  | Visita | Global |
| --------- | --------------------------- | ---------- | ------------- | ----- | ------ | ------ |
| 2001      | Recopa Africana             | 1          | CR Béni Thour | 1-0   | 0-2    | 1-2    |
| 2014      | Liga de Campeones de la CAF | Preliminar | ES Sétif      | w.o.1 | w.o.1  | w.o.1  |

1- El Steve Biko abandonó el torneo.